# Le Cateau-Cambrésis
Le Cateau-Cambrésis, in italiano storico Castel Cambresì (o più raramente Castel Cambrese), è un comune francese di 7 143 abitanti situato nel dipartimento del Nord nella regione dell'Alta Francia. Il territorio comunale è bagnato dal fiume Selle.

## Storia
Le Cateau-Cambrésis è famoso perché vi fu sottoscritto nell'aprile 1559 il trattato di pace fra la Francia e gli Asburgo di Spagna e Austria, che pose fine alle cosiddette guerre d'Italia.

## Società

### Evoluzione demografica
Abitanti censiti